# ディジタル庁
もしかして
- デジタル庁

ではありませんか？